# Adolf Windaus
Adolf Otto Reinhold Windaus (25 décembre 1876 à Berlin - 9 juin 1959) est un chimiste allemand, lauréat du prix Nobel de chimie en 1928 pour ses recherches sur les stérols.

## Biographie
Après des études au lycée français de Berlin, il s'intéresse principalement à la littérature et Windaus commence des études de médecine en 1895. Des conférences du prix Nobel de chimie 1902 Emil Fischer l'ayant fortement impressionné, il commence à étudier la chimie à l'université de Fribourg-en-Brisgau tout en poursuivant ses études de médecine. il obtient son doctorat en 1900 avec comme sujet de thèse une étude du poison tiré de la digitaline.
Après son diplôme, Windaus rentre à Berlin pour travailler avec Emil Fischer, et rencontre Otto Diels (futur prix Nobel de chimie en 1950) avec qui il a une longue amitié. En 1901, il retourne à Freibourg et commence à travailler sur le cholestérol et les stérols. À partir de 1906, il travaille comme professeur à l'université d'Innsbruck, puis à l'université de Göttingen de 1915 à 1944. En 1919, il parvient à transformer le cholestérol en acide cholanique (ce dernier avait été isolé des acides biliaires par Heinrich Otto Wieland, lauréat du prix Nobel de chimie en 1927). Windaus montre ainsi le lien entre les stérols et les acides biliaires. Il découvre aussi que la vitamine D est un stérol et que la lumière est nécessaire à l'action de cette vitamine. Il reçoit le prix Nobel de chimie en 1928 « pour les services rendus par ses recherches à propos de la constitution des stérols et leur lien avec les vitamines ». Il travailla également sur les dérivés de l'imidazole, ce qui le conduisit à démontrer que l'histidine (un acide aminé) est un dérivé d'imidazole, et à découvrir l'histamine.